# Pogodno (zespół muzyczny)
Pogodno – polski zespół muzyczny powstały w 1996 roku w Szczecinie.
Nazwa pochodzi od dzielnicy Szczecina, Pogodna. Początkowo zespół działał w trzyosobowym składzie: Jacek Szymkiewicz, Adam Sołtysik, Tomek Kubik, co zmieniło się po nagraniu pierwszej płyty, która została wydana przez wytwórnię Tymona Tymańskiego – Biodro Records.

## Historia
Grupa wielokrotnie zmieniała skład i miejsce tworzenia. Osobą pozostającą od zawsze w składzie i jednocześnie łączącą całą historię grupy był muzyk pochodzący z Choszczna, Jacek Szymkiewicz. Po pierwszym etapie działalności i nagraniu debiutanckiej płyty przez trio Szymkiewicz/Kubik/Sołtysik, a następnie wydanej w Noff Records, oddziale Sony Music Entertainment Poland, "Sejtenik Miuzik & Romantik Loff" (Szymkiewicz/Pfeiff/Kozłowski/Macuk), zespół zaczął tworzyć w Mikołowie na Górnym Śląsku. Wtedy to Pogodno uformowało swój "big band": Jacek Szymkiewicz (gitara i wokal), Ania Brachaczek (wokal), Hrabia Fochmann (gitara, klawisze, wokal), Michał Pleiff (gitara), Jarosław Kozłowski (perkusja) oraz Darek Sprawka i inni w sekcji dętej. Owocem współpracy tej grupy była płyta "Pogodno gra Fochmanna - Hajle Silesia" wraz z największym hitem zespołu - Orkiestrą. W tym składzie zostały także wydane albumy Tequila i Pielgrzymka psów.
W 2006 roku zespół stworzył muzykę i wystąpił w serialu Królowie Śródmieścia nadawanym w TVP1. Równocześnie z zespołu odeszli Ania Brachaczek z Hrabią Fochmannem, zakładając zespół BiFF. Zespół, już bez wymienionych artystów w składzie, nagrał wraz z Marcinem Macukiem płytę Opherafolia. Rok później z zespołu odeszła sekcja rytmiczna w składzie Jarosław Kozłowski i Michał Pfeiff. Wtedy Jacek Szymkiewicz stanął przed decyzją zakończenia działalności zespołu. Zespół jednak mimo problemów kontynuował działalność - Szymkiewicz utworzył nowy skład (Jacek Szymkiewicz – gitara, wokal; Damian Pielka – bas, Marcin "Dzidzia" Zabrocki - instrumenty klawiszowe, saksofon, wokal; Paweł Osicki – perkusja, wokal), w którym powstała płyta Wasza Wspaniałość, nominowana później do nagrody Fryderyka.
W 2011 zespół w zmienionym znów składzie (z zespołu odszedł Damian Pielka, którego miejsce zajął Piotr "Bajzel" Piasecki, oraz "Dzidzia") wydał nową płytę zatytułowaną Plemnik w serii limitowanej liczącej 777 sztuk.
W kwietniu 2014 Zespół wznowił działalność w starym składzie (Szymkiewicz, Pfeiff, Kozłowski, Macuk, Fochmann), dając koncert w warszawskich Hybrydach.
W grudniu 2016 zespół zapowiedział na styczeń i luty 2017 trasę koncertową w składzie Szymkiewicz, Pfeiff, Kozłowski, Macuk oraz nowy album Sokiści chcą miłości.
11 kwietnia 2022 roku zmarł lider zespołu Jacek "Budyń" Szymkiewicz.

## Muzycy

### Obecny skład zespołu
- Michał Pfeiff – wokal, gitara basowa
- Marcin Macuk – wokal, instrumenty klawiszowe
- Jarosław Kozłowski – wokal, perkusja

### Dawni członkowie[6]
- Jacek „Budyń” Szymkiewicz – wokal, gitara
- Ola Rzepka – perkusja
- Piotr „Bajzel” Piasecki – gitara barytonowa, gitara basowa
- Paweł Osicki – perkusja, wokal
- Antoni Gralak – trąbka, tuba
- Marcin Zabrocki – klawisze, wokal
- Damian Pielka – gitara
- Ania Brachaczek – wokal
- Lesław „Hrabia Fochmann” Golis – wokal, instrumenty klawiszowe, gitara
- Adam Sołtysik – gitara basowa
- Tomek Kubik – perkusja

## Dyskografia
| 2000                           | Pogodno - Data: 17 kwietnia 2000 - Wydawca: Biodro Records                                | –  |
| 2001                           | Sejtenik miuzik & romantik loff - Data: 26 listopada 2001 - Wydawca: Noff                 | –  |
| 2002                           | Pogodno gra Fochmann'a – Hajle Silesia - Data: 28 października 2002 - Wydawca: Sony Music | –  |
| 2003                           | Tequila - Data: 3 czerwca 2003 - Wydawca: Sony Music                                      | –  |
| 2004                           | Pielgrzymka psów - Data: 22 listopada 2004 - Wydawca: Sony Music                          | 35 |
| 2006                           | Całe życie z wariatami - Data: 3 kwietnia 2006 - Wydawca: brak                            | –  |
| 2007                           | Opherafolia - Data: 2 kwietnia 2007 - Wydawca: Mystic Production                          | 25 |
| 2010                           | Wasza Wspaniałość - Data: 10 maja 2010 - Wydawca: Mystic Production                       | 36 |
| 2011                           | Plemnik - Data: 6 czerwca 2011 - Wydawca: Mystic Production                               | –  |
| 2017                           | Sokiści chcą miłości - Data: 6 października 2017 - Wydawca: Mystic Production             | 46 |
| "—" pozycja nie była notowana. |                                                                                           |    |

| 2001                           | Pani w obuwniczym                            | 30 | 16 |
| 2002                           | Pogodno gra Fochmanna – Elvis                | –  | 45 |
| 2002                           | Pogodno gra Fochmanna – Orkiestra            | 14 | 1  |
| 2003                           | Pogodno gra Fochmanna – Spierdalacz          | –  | –  |
| 2003                           | Jak ty się czujesz                           | –  | 31 |
| 2004                           | Uśmiech się                                  | 21 | 3  |
| 2006                           | Piosenka o śmiesznym tytule                  | –  | 4  |
| 2006                           | Piosnka dla Franka (oraz Katarzyna Nosowska) | –  | 6  |
| 2007                           | Alinka                                       | 13 | 8  |
| 2010                           | Magnes                                       | –  | –  |
| 2011                           | Czerkies                                     | –  | –  |
| 2017                           | Tak to teraz                                 | 54 | –  |
| "—" pozycja nie była notowana. |                                              |    |    |

## Nagrody i wyróżnienia
| Rok  | Kategoria                                                               | Nagroda  | Uwagi     |
| ---- | ----------------------------------------------------------------------- | -------- | --------- |
| 2001 | Album Roku Muzyka Alternatywna (Sejtenik miuzik & romantik loff)        | Fryderyk | Nominacja |
| 2002 | Album Roku Muzyka Alternatywna (Pogodno gra Fochmann'a – Hajle Silesia) | Fryderyk | Nominacja |
| 2003 | Album Roku Muzyka Alternatywna (Tequila)                                | Fryderyk | Nominacja |
| 2004 | Album Roku Muzyka Alternatywna (Pielgrzymka psów)                       | Fryderyk | Nominacja |
| 2004 | Grupa roku                                                              | Fryderyk | Nominacja |
| 2004 | Produkcja Muzyczna Roku (Pielgrzymka psów)                              | Fryderyk | Nominacja |
| 2008 | Album Roku Muzyka Alternatywna (Opherafolia)                            | Fryderyk | Nominacja |
| 2008 | Grupa Roku                                                              | Fryderyk | Nominacja |
| 2011 | Album roku muzyka alternatywna (Wasza Wspaniałość)                      | Fryderyk | Nominacja |